# Ajax—Pickering (circonscription provinciale)
Pour les articles homonymes, voir Ajax—Pickering, Ajax et Pickering.
Circonscription électorale provinciale du Canada
Ajax—Pickering est une ancienne circonscription provinciale de l'Ontario représentée à l'Assemblée législative de l'Ontario de 2007 à 2018.
En 2018, la circonscription est dissoute parmi Pickering—Uxbridge et Ajax.

## Historique
| Législature                                                                    | Années    | Député | Député      | Parti   |
| ------------------------------------------------------------------------------ | --------- | ------ | ----------- | ------- |
| Ajax—Pickering Circonscription issue de Pickering—Ajax—Uxbridge et Whitby—Ajax |           |        |             |         |
| 39e                                                                            | 2007–2011 |        | Joe Dickson | Libéral |
| 40e                                                                            | 2011–2014 |        | Joe Dickson | Libéral |
| 41e                                                                            | 2014–2018 |        | Joe Dickson | Libéral |
| Circonscription dissoute parmi Pickering—Uxbridge et Ajax                      |           |        |             |         |

## Circonscription fédérale
Depuis les élections provinciales ontariennes du 4 octobre 2007, l'ensemble des circonscriptions provinciales et des circonscriptions fédérales sont identiques. 